# Seznam postav seriálu Simpsonovi
Kromě rodiny Simpsonových v americkém animovaném seriálu Simpsonovi vystupuje celá řada postav: od spolupracovníků a učitelů, přes přátele a širší příbuzné, až po obyvatele města a místní celebrity. Tvůrci původně zamýšleli mnoho z těchto postav jako jednorázové, nejčastěji pro vytvoření příběhu nebo pro splnění určité role ve městě. Řada z nich se začala v seriálu objevovat pravidelně a získali si tak významnější postavení, nebo i hlavní roli v některých dílech. Podle tvůrce Matta Groeninga Simpsonovi přejali koncept široké škály vedlejších postav od kanadské skečové komediální show Second City Television.
Hlavní postavy jednotlivých dílů a samotná rodina Simpsonových, jsou uvedeny jako první. Za nimi následují všechny ostatní postavy v abecedním pořadí. Tento seznam zahrnuje pouze hlavní, některé vedlejší a ostatní opakovaně se vyskytující postavy.

## Výskyty
Legenda
- * – postava se v dané řadě objevila vícekrát[pozn. 1]
- – postava se v dané řadě vyskytla pouze jednou
- – postava v dané řadě vůbec nevystupuje

| Postava                      | Řada | Řada | Řada | Řada | Řada | Řada | Řada | Řada | Řada | Řada | Řada | Řada | Řada | Řada | Řada | Řada | Řada | Řada | Řada | Řada | Řada | Řada | Řada | Řada | Řada | Řada | Řada | Řada | Řada | Řada | Řada | Řada | Řada |   |
| Postava                      | 1    | 2    | 3    | 4    | 5    | 6    | 7    | 8    | 9    | 10   | 11   | 12   | 13   | 14   | 15   | 16   | 17   | 18   | 19   | 20   | 21   | 22   | 23   | 24   | 25   | 26   | 27   | 28   | 29   | 30   | 31   | 32   | Film |   |
| ---------------------------- | ---- | ---- | ---- | ---- | ---- | ---- | ---- | ---- | ---- | ---- | ---- | ---- | ---- | ---- | ---- | ---- | ---- | ---- | ---- | ---- | ---- | ---- | ---- | ---- | ---- | ---- | ---- | ---- | ---- | ---- | ---- | ---- | ---- | - |
| Homer Simpson                | *    | *    | *    | *    | *    | *    | *    | *    | *    | *    | *    | *    | *    | *    | *    | *    | *    | *    | *    | *    | *    | *    | *    | *    | *    | *    | *    | *    | *    | *    | *    | *    | *    |   |
| Marge Simpsonová             | *    | *    | *    | *    | *    | *    | *    | *    | *    | *    | *    | *    | *    | *    | *    | *    | *    | *    | *    | *    | *    | *    | *    | *    | *    | *    | *    | *    | *    | *    | *    | *    | *    |   |
| Bart Simpson                 | *    | *    | *    | *    | *    | *    | *    | *    | *    | *    | *    | *    | *    | *    | *    | *    | *    | *    | *    | *    | *    | *    | *    | *    | *    | *    | *    | *    | *    | *    | *    | *    | *    |   |
| Líza Simpsonová              | *    | *    | *    | *    | *    | *    | *    | *    | *    | *    | *    | *    | *    | *    | *    | *    | *    | *    | *    | *    | *    | *    | *    | *    | *    | *    | *    | *    | *    | *    | *    | *    | *    |   |
| Maggie Simpsonová            | *    | *    | *    | *    | *    | *    | *    | *    | *    | *    | *    | *    | *    | *    | *    | *    | *    | *    | *    | *    | *    | *    | *    | *    | *    | *    | *    | *    | *    | *    | *    | *    | *    |   |
| Abraham Simpson              | *    | *    | *    | *    | *    | *    | *    | *    | *    | *    | *    | *    | *    | *    | *    | *    | *    | *    | *    | *    | *    | *    | *    | *    | *    | *    | *    | *    | *    | *    | *    | *    | *    |   |
| Spasitel                     | *    | *    | *    | *    | *    | *    | *    | *    | *    | *    | *    | *    | *    | *    | *    | *    | *    | *    | *    | *    | *    | *    | *    | *    | *    | *    | *    | *    | *    | *    | *    | *    | *    |   |
| Sněhulka II/V                | *    | *    | *    | *    | *    | *    | *    | *    | *    | *    | *    | *    | *    | *    | *    | *    | *    | *    | *    | *    | *    | *    | *    | *    | *    | *    | *    | *    | *    | *    | *    | *    | *    |   |
| Apu Nahasapímapetilon        | *    | *    | *    | *    | *    | *    | *    | *    | *    | *    | *    | *    | *    | *    | *    | *    | *    | *    | *    | *    | *    | *    | *    | *    | *    | *    | *    | *    | *    | *    | *    | *    | *    |   |
| Barney Gumble                | *    | *    | *    | *    | *    | *    | *    | *    | *    | *    | *    | *    | *    | *    | *    | *    | *    | *    | *    | *    | *    | *    | *    | *    | *    | *    | *    | *    | *    | *    | *    | *    | *    |   |
| Murphy Krvavá dáseň          | *    | *    | *    | *    | *    | *    | *    | *    | *    | *    | *    | *    | *    | *    | *    | *    | *    | *    | *    | *    |      |      |      |      |      |      |      |      | *    |      |      |      | *    |   |
| Clancy Wiggum                | *    | *    | *    | *    | *    | *    | *    | *    | *    | *    | *    | *    | *    | *    | *    | *    | *    | *    | *    | *    | *    | *    | *    | *    | *    | *    | *    | *    | *    | *    | *    | *    | *    |   |
| Dewey Largo                  | *    | *    | *    | *    | *    | *    | *    | *    | *    | *    | *    | *    | *    | *    | *    | *    | *    | *    | *    | *    | *    | *    | *    | *    | *    | *    | *    | *    | *    | *    | *    | *    | *    |   |
| Eddie                        | *    | *    | *    | *    | *    | *    | *    | *    | *    | *    | *    | *    | *    | *    | *    | *    | *    | *    | *    | *    | *    | *    | *    | *    | *    | *    | *    | *    | *    | *    | *    | *    | *    |   |
| Edna Krabappelová            | *    | *    | *    | *    | *    | *    | *    | *    | *    | *    | *    | *    | *    | *    | *    | *    | *    | *    | *    | *    | *    | *    | *    | *    | *    |      |      | *    |      |      |      |      | *    |   |
| Itchy a Scratchy             | *    | *    | *    | *    | *    | *    | *    | *    | *    | *    | *    | *    | *    | *    | *    | *    | *    | *    | *    | *    | *    | *    | *    | *    | *    | *    | *    | *    | *    | *    | *    | *    | *    |   |
| Janey Powellová              | *    | *    | *    | *    | *    | *    | *    | *    | *    | *    | *    | *    | *    | *    | *    | *    | *    | *    | *    | *    | *    | *    | *    | *    | *    | *    | *    | *    | *    | *    | *    | *    | *    |   |
| Jasper Beardly               | *    | *    | *    | *    | *    | *    | *    | *    | *    | *    | *    | *    | *    | *    | *    | *    | *    | *    | *    | *    | *    | *    | *    | *    | *    | *    | *    | *    | *    | *    | *    | *    | *    |   |
| Kent Brockman                | *    | *    | *    | *    | *    | *    | *    | *    | *    | *    | *    | *    | *    | *    | *    | *    | *    | *    | *    | *    | *    | *    | *    | *    | *    | *    | *    | *    | *    | *    | *    | *    | *    |   |
| Šáša Krusty                  | *    | *    | *    | *    | *    | *    | *    | *    | *    | *    | *    | *    | *    | *    | *    | *    | *    | *    | *    | *    | *    | *    | *    | *    | *    | *    | *    | *    | *    | *    | *    | *    | *    |   |
| Lenny Leonard                | *    | *    | *    | *    | *    | *    | *    | *    | *    | *    | *    | *    | *    | *    | *    | *    | *    | *    | *    | *    | *    | *    | *    | *    | *    | *    | *    | *    | *    | *    | *    | *    | *    |   |
| Lou                          | *    | *    | *    | *    | *    | *    | *    | *    | *    | *    | *    | *    | *    | *    | *    | *    | *    | *    | *    | *    | *    | *    | *    | *    | *    | *    | *    | *    | *    | *    | *    | *    | *    |   |
| Martin Prince                | *    | *    | *    | *    | *    | *    | *    | *    | *    | *    | *    | *    | *    | *    | *    | *    | *    | *    | *    | *    | *    | *    | *    | *    | *    | *    | *    | *    | *    | *    | *    | *    | *    |   |
| Dr. Marvin Monroe            | *    | *    | *    | *    | *    | *    | *    | *    | *    | *    | *    | *    | *    | *    | *    | *    | *    | *    | *    | *    |      |      |      |      |      |      |      |      |      |      |      |      |      |   |
| Milhouse Van Houten          | *    | *    | *    | *    | *    | *    | *    | *    | *    | *    | *    | *    | *    | *    | *    | *    | *    | *    | *    | *    | *    | *    | *    | *    | *    | *    | *    | *    | *    | *    | *    | *    | *    |   |
| Vočko Szyslak                | *    | *    | *    | *    | *    | *    | *    | *    | *    | *    | *    | *    | *    | *    | *    | *    | *    | *    | *    | *    | *    | *    | *    | *    | *    | *    | *    | *    | *    | *    | *    | *    | *    |   |
| Montgomery Burns             | *    | *    | *    | *    | *    | *    | *    | *    | *    | *    | *    | *    | *    | *    | *    | *    | *    | *    | *    | *    | *    | *    | *    | *    | *    | *    | *    | *    | *    | *    | *    | *    | *    |   |
| Ned Flanders                 | *    | *    | *    | *    | *    | *    | *    | *    | *    | *    | *    | *    | *    | *    | *    | *    | *    | *    | *    | *    | *    | *    | *    | *    | *    | *    | *    | *    | *    | *    | *    | *    | *    |   |
| Otto Mann                    | *    | *    | *    | *    | *    | *    | *    | *    | *    | *    | *    | *    | *    | *    | *    | *    | *    | *    | *    | *    | *    | *    | *    | *    | *    | *    | *    | *    | *    | *    | *    | *    | *    |   |
| Patty Bouvierová             | *    | *    | *    | *    | *    | *    | *    | *    | *    | *    | *    | *    | *    | *    | *    | *    | *    | *    | *    | *    | *    | *    | *    | *    | *    | *    | *    | *    | *    | *    | *    | *    | *    |   |
| Ralph Wiggum                 | *    | *    | *    | *    | *    | *    | *    | *    | *    | *    | *    | *    | *    | *    | *    | *    | *    | *    | *    | *    | *    | *    | *    | *    | *    | *    | *    | *    | *    | *    | *    | *    | *    |   |
| Timothy Lovejoy              | *    | *    | *    | *    | *    | *    | *    | *    | *    | *    | *    | *    | *    | *    | *    | *    | *    | *    | *    | *    | *    | *    | *    | *    | *    | *    | *    | *    | *    | *    | *    | *    | *    |   |
| Selma Bouvierová             | *    | *    | *    | *    | *    | *    | *    | *    | *    | *    | *    | *    | *    | *    | *    | *    | *    | *    | *    | *    | *    | *    | *    | *    | *    | *    | *    | *    | *    | *    | *    | *    | *    |   |
| Seymour Skinner              | *    | *    | *    | *    | *    | *    | *    | *    | *    | *    | *    | *    | *    | *    | *    | *    | *    | *    | *    | *    | *    | *    | *    | *    | *    | *    | *    | *    | *    | *    | *    | *    | *    |   |
| Sherri a Terri               | *    | *    | *    | *    | *    | *    | *    | *    | *    | *    | *    | *    | *    | *    | *    | *    | *    | *    | *    | *    | *    | *    | *    | *    | *    | *    | *    | *    | *    | *    | *    | *    | *    |   |
| Levák Bob                    | *    |      | *    |      |      | *    |      | *    |      |      |      | *    |      |      |      |      |      |      |      | *    | *    | *    | *    | *    | *    | *    | *    | *    | *    | *    | *    | *    |      |   |
| Todd Flanders                | *    | *    | *    | *    | *    | *    | *    | *    | *    | *    | *    | *    | *    | *    | *    | *    | *    | *    | *    | *    | *    | *    | *    | *    | *    | *    | *    | *    | *    | *    | *    | *    | *    |   |
| Waylon Smithers              | *    | *    | *    | *    | *    | *    | *    | *    | *    | *    | *    | *    | *    | *    | *    | *    | *    | *    | *    | *    | *    | *    | *    | *    | *    | *    | *    | *    | *    | *    | *    | *    | *    |   |
| Carl Carlson                 |      | *    | *    | *    | *    | *    | *    | *    | *    | *    | *    | *    | *    | *    | *    | *    | *    | *    | *    | *    | *    | *    | *    | *    | *    | *    | *    | *    | *    | *    | *    | *    | *    | * |
| Dolph Starbeam               |      | *    | *    | *    | *    | *    | *    | *    | *    | *    | *    | *    | *    | *    | *    | *    | *    | *    | *    | *    | *    | *    | *    | *    | *    | *    | *    | *    | *    | *    | *    | *    | *    |   |
| Dr. Julius Dlaha             |      | *    | *    | *    | *    | *    | *    | *    | *    | *    | *    | *    | *    | *    | *    | *    | *    | *    | *    | *    | *    | *    | *    | *    | *    | *    | *    | *    | *    | *    | *    | *    | *    |   |
| Dr. Nick Riviera             |      | *    | *    | *    | *    | *    | *    | *    | *    | *    | *    | *    | *    | *    | *    | *    | *    | *    | *    | *    | *    | *    | *    | *    | *    | *    | *    | *    | *    | *    | *    |      | *    |   |
| Elizabeth Hooverová          |      | *    | *    | *    | *    | *    | *    | *    | *    | *    | *    | *    | *    | *    | *    | *    | *    | *    | *    | *    | *    | *    | *    | *    | *    | *    | *    | *    | *    | *    | *    | *    | *    |   |
| Helena Lovejoyová            |      | *    | *    | *    | *    | *    | *    | *    | *    | *    | *    | *    | *    | *    | *    | *    | *    | *    | *    | *    | *    | *    | *    | *    | *    | *    | *    | *    | *    | *    | *    | *    | *    |   |
| Herman Hermann               |      | *    | *    | *    | *    | *    | *    | *    | *    | *    | *    | *    | *    | *    | *    | *    | *    | *    | *    | *    |      |      |      | *    | *    | *    | *    | *    | *    | *    | *    | *    | *    |   |
| Jacqueline Bouvierová        |      | *    | *    | *    |      | *    | *    | *    |      |      |      |      |      |      | *    | *    |      |      |      |      |      |      | *    |      |      |      | *    | *    | *    | *    | *    |      | *    |   |
| Jimbo Jones                  |      | *    | *    | *    | *    | *    | *    | *    | *    | *    | *    | *    | *    | *    | *    | *    | *    | *    | *    | *    | *    | *    | *    | *    | *    | *    | *    | *    | *    | *    | *    | *    | *    |   |
| Kearney Zzyzwicz             |      | *    | *    | *    | *    | *    | *    | *    | *    | *    | *    | *    | *    | *    | *    | *    | *    | *    | *    | *    | *    | *    | *    | *    | *    | *    | *    | *    | *    | *    | *    | *    | *    |   |
| Lionel Hutz                  |      | *    | *    | *    | *    | *    | *    | *    | *    | *    | *    |      |      | *    |      |      |      |      |      |      |      |      |      |      | *    |      |      |      |      |      |      |      | *    |   |
| Maude Flandersová            |      | *    | *    | *    | *    | *    | *    | *    | *    | *    | *    | *    | *    | *    | *    | *    | *    | *    | *    | *    |      |      | *    |      |      |      |      | *    | *    |      | *    |      |      |   |
| Joe Quimby                   |      | *    | *    | *    | *    | *    | *    | *    | *    | *    | *    | *    | *    | *    | *    | *    | *    | *    | *    | *    | *    | *    | *    | *    | *    | *    | *    | *    | *    | *    | *    | *    | *    |   |
| Nelson Muntz                 |      | *    | *    | *    | *    | *    | *    | *    | *    | *    | *    | *    | *    | *    | *    | *    | *    | *    | *    | *    | *    | *    | *    | *    | *    | *    | *    | *    | *    | *    | *    | *    | *    |   |
| Princezna Kašmíra            |      | *    | *    | *    |      |      | *    | *    |      |      |      |      |      |      | *    |      |      |      |      |      |      | *    |      |      |      |      |      |      | *    |      |      |      | *    |   |
| Profesor John Frink          |      | *    | *    | *    | *    | *    | *    | *    | *    | *    | *    | *    | *    | *    | *    | *    | *    | *    | *    | *    | *    | *    | *    | *    | *    | *    | *    | *    | *    | *    | *    | *    | *    |   |
| Rainier Wolfcastle           |      | *    | *    | *    | *    | *    | *    | *    | *    | *    | *    | *    | *    | *    | *    | *    | *    | *    | *    | *    | *    | *    | *    | *    | *    | *    | *    | *    | *    | *    | *    | *    | *    |   |
| Rod Flanders                 |      | *    | *    | *    | *    | *    | *    | *    | *    | *    | *    | *    | *    | *    | *    | *    | *    | *    | *    | *    | *    | *    | *    | *    | *    | *    | *    | *    | *    | *    | *    | *    | *    |   |
| Mel                          |      | *    | *    | *    | *    | *    | *    | *    | *    | *    | *    | *    | *    | *    | *    | *    | *    | *    | *    | *    | *    | *    | *    | *    | *    | *    | *    | *    | *    | *    | *    | *    | *    |   |
| Troy McClure                 |      | *    | *    | *    | *    | *    | *    | *    | *    |      |      |      |      | *    |      |      |      |      | *    |      |      |      |      |      |      |      |      |      |      |      |      |      | *    |   |
| Raphael                      |      | *    |      | *    |      | *    | *    | *    | *    |      | *    | *    | *    | *    | *    | *    | *    | *    | *    | *    | *    | *    | *    | *    | *    | *    | *    | *    | *    | *    | *    | *    | *    |   |
| Agnes Skinnerová             |      |      | *    | *    | *    | *    | *    | *    | *    | *    | *    | *    | *    | *    | *    | *    | *    | *    | *    | *    | *    | *    | *    | *    | *    | *    | *    | *    | *    | *    | *    | *    | *    |   |
| Akira Kurosawa               |      |      | *    |      |      |      |      |      |      |      |      | *    |      |      |      |      |      |      |      |      |      | *    | *    | *    | *    | *    |      | *    | *    | *    | *    | *    | *    |   |
| Modrovlasý právník           |      |      | *    | *    | *    |      | *    | *    | *    |      |      |      | *    | *    | *    | *    | *    | *    | *    | *    | *    | *    | *    | *    | *    | *    | *    | *    | *    | *    | *    | *    | *    |   |
| Komiksák                     |      |      | *    |      | *    | *    | *    | *    | *    | *    | *    | *    | *    | *    | *    | *    | *    | *    | *    | *    | *    | *    | *    | *    | *    | *    | *    | *    | *    | *    | *    | *    | *    |   |
| Školník Willie               |      |      | *    | *    | *    | *    | *    | *    | *    | *    | *    | *    | *    | *    | *    | *    | *    | *    | *    | *    | *    | *    | *    | *    | *    | *    | *    | *    | *    | *    | *    | *    | *    |   |
| Roy Snyder                   |      |      | *    | *    |      |      |      |      | *    | *    |      | *    | *    | *    | *    | *    |      | *    | *    | *    |      | *    | *    | *    |      | *    |      |      |      | *    | *    | *    | *    |   |
| Kang a Kodos                 |      |      | *    |      |      |      |      | *    |      |      | *    |      | *    | *    | *    | *    | *    |      |      | *    | *    | *    | *    | *    | *    | *    | *    | *    | *    | *    | *    | *    |      |   |
| Luann Van Houtenová          |      |      | *    | *    | *    | *    | *    | *    | *    | *    | *    | *    | *    | *    | *    | *    | *    | *    | *    | *    | *    | *    | *    | *    | *    | *    | *    | *    | *    | *    | *    | *    | *    |   |
| Pan Teeny                    |      |      | *    |      |      |      | *    |      |      |      |      | *    | *    | *    | *    | *    |      | *    | *    | *    | *    | *    | *    | *    | *    | *    | *    | *    | *    | *    | *    | *    | *    |   |
| Haďák                        |      |      | *    | *    | *    | *    | *    | *    | *    | *    | *    | *    | *    | *    | *    | *    | *    | *    | *    | *    | *    | *    | *    | *    | *    | *    | *    | *    | *    | *    | *    | *    | *    |   |
| Arnie Pye                    |      |      |      | *    |      | *    | *    |      |      |      | *    | *    | *    | *    | *    |      |      |      | *    | *    |      | *    | *    | *    | *    | *    | *    | *    | *    | *    | *    | *    | *    |   |
| Bernice Dlahová              |      |      |      | *    | *    | *    | *    | *    |      | *    | *    | *    | *    | *    | *    | *    | *    | *    | *    | *    | *    | *    | *    | *    | *    | *    | *    | *    | *    | *    | *    | *    | *    |   |
| Čmeláčí muž                  |      |      |      | *    | *    | *    | *    | *    | *    | *    | *    | *    | *    | *    | *    | *    | *    | *    | *    | *    | *    | *    | *    | *    | *    | *    | *    | *    | *    | *    | *    | *    | *    |   |
| Drederick Tatum              |      |      |      | *    |      |      |      |      |      | *    |      |      | *    | *    | *    | *    |      |      |      | *    | *    | *    | *    | *    | *    | *    | *    | *    | *    | *    | *    | *    | *    |   |
| Hans Krtkovic                |      |      |      | *    | *    | *    | *    | *    | *    | *    | *    | *    | *    | *    | *    | *    | *    | *    | *    | *    | *    | *    | *    | *    | *    | *    | *    | *    | *    | *    | *    | *    | *    |   |
| Kirk Van Houten              |      |      |      | *    | *    | *    | *    | *    | *    | *    | *    | *    | *    | *    | *    | *    | *    | *    | *    | *    | *    | *    | *    | *    | *    | *    | *    | *    | *    | *    | *    | *    | *    |   |
| Doris Freedmanová            |      |      |      | *    |      | *    | *    | *    | *    | *    | *    | *    |      |      | *    | *    |      | *    |      | *    | *    | *    | *    | *    | *    | *    | *    | *    | *    | *    | *    | *    | *    |   |
| Starý židovský muž           |      |      |      | *    | *    |      |      | *    | *    | *    |      | *    | *    | *    | *    | *    | *    | *    | *    | *    | *    | *    | *    | *    | *    | *    | *    | *    | *    | *    | *    | *    | *    |   |
| Ruth Powersová               |      |      |      | *    | *    | *    | *    | *    | *    | *    | *    | *    | *    | *    | *    | *    | *    | *    | *    | *    | *    | *    | *    | *    | *    | *    | *    | *    | *    | *    | *    | *    | *    |   |
| Kapitán Horatio McCallister  |      |      |      | *    | *    | *    | *    | *    | *    | *    | *    | *    | *    | *    | *    | *    | *    | *    | *    | *    | *    | *    | *    | *    | *    | *    | *    | *    | *    | *    | *    | *    | *    |   |
| Jeremy Freedman              |      |      |      | *    | *    | *    | *    | *    | *    | *    | *    | *    | *    | *    | *    | *    | *    | *    | *    | *    | *    | *    | *    | *    | *    | *    | *    | *    | *    | *    | *    | *    | *    |   |
| Gerald Samson                |      |      |      |      | *    |      |      |      |      |      |      |      |      |      |      |      | *    |      |      | *    | *    | *    | *    | *    | *    | *    | *    | *    | *    | *    | *    | *    | *    |   |
| Cletus Spuckler              |      |      |      |      | *    | *    | *    | *    | *    | *    | *    | *    | *    | *    | *    | *    | *    | *    | *    | *    | *    | *    | *    | *    | *    | *    | *    | *    | *    | *    | *    | *    | *    |   |
| Luigi Risotto                |      |      |      |      | *    | *    | *    |      |      | *    |      | *    | *    | *    | *    | *    | *    |      | *    | *    | *    | *    | *    | *    | *    | *    | *    | *    | *    | *    | *    | *    | *    |   |
| Miss Springfield             |      |      |      |      | *    |      |      |      |      |      |      |      |      |      |      |      | *    |      |      | *    | *    | *    | *    | *    | *    | *    | *    | *    | *    | *    | *    | *    | *    |   |
| Gary Chalmers                |      |      |      |      | *    | *    | *    | *    | *    | *    | *    | *    | *    | *    | *    | *    | *    | *    | *    | *    | *    | *    | *    | *    | *    | *    | *    | *    | *    | *    | *    | *    | *    |   |
| Alice Glicková               |      |      |      |      |      | *    | *    | *    | *    | *    | *    | *    | *    | *    | *    | *    | *    | *    | *    | *    | *    | *    | *    | *    | *    | *    |      |      |      | *    |      |      | *    |   |
| Databáze                     |      |      |      |      |      | *    |      | *    |      | *    | *    | *    | *    | *    | *    | *    | *    | *    | *    | *    | *    | *    | *    | *    | *    | *    | *    | *    | *    | *    | *    | *    | *    |   |
| Bohatý Texasan               |      |      |      |      |      | *    |      |      | *    |      |      | *    | *    | *    | *    | *    | *    | *    | *    | *    | *    | *    | *    | *    | *    | *    | *    | *    | *    | *    | *    | *    | *    |   |
| Sarah Wiggumová              |      |      |      |      |      | *    |      | *    |      | *    | *    | *    | *    | *    | *    | *    | *    | *    | *    | *    | *    | *    | *    | *    | *    | *    | *    | *    | *    | *    | *    | *    | *    |   |
| Üter Zörker                  |      |      |      |      |      | *    | *    |      | *    | *    |      | *    |      |      | *    | *    |      | *    |      | *    | *    | *    | *    | *    | *    | *    | *    | *    | *    | *    | *    |      | *    |   |
| Brandine Spucklerová         |      |      |      |      |      |      | *    |      |      |      | *    | *    | *    | *    | *    | *    | *    | *    | *    | *    | *    | *    | *    | *    | *    | *    | *    | *    | *    | *    | *    | *    | *    |   |
| Disco Stu                    |      |      |      |      |      |      | *    | *    |      |      | *    | *    | *    | *    | *    | *    | *    | *    | *    | *    | *    | *    | *    | *    | *    | *    | *    | *    | *    | *    | *    | *    | *    |   |
| Tlustý Tony                  |      |      |      |      |      |      | *    | *    | *    | *    | *    | *    | *    | *    | *    | *    | *    | *    | *    | *    | *    | *    | *    | *    | *    | *    | *    | *    | *    | *    | *    | *    | *    |   |
| Louie                        |      |      |      |      |      |      | *    | *    | *    | *    |      | *    | *    | *    | *    | *    | *    | *    | *    | *    | *    | *    | *    | *    | *    | *    | *    | *    | *    | *    | *    | *    | *    |   |
| Mona Simpsonová              |      |      |      |      |      |      | *    |      |      |      |      |      |      |      |      |      |      |      |      |      |      |      |      |      |      |      |      |      |      |      |      |      |      |   |
| Max Legman                   |      |      |      |      |      |      |      | *    |      | *    |      | *    | *    | *    | *    | *    | *    | *    | *    | *    | *    | *    | *    | *    | *    | *    | *    | *    | *    | *    | *    | *    | *    |   |
| Gil Gunderson                |      |      |      |      |      |      |      |      | *    | *    | *    |      | *    | *    | *    | *    | *    | *    | *    | *    | *    | *    | *    | *    | *    | *    | *    | *    | *    | *    | *    | *    | *    |   |
| Manjula Nahasapímapetilonová |      |      |      |      |      |      |      |      | *    |      | *    | *    | *    | *    | *    | *    | *    | *    | *    | *    | *    | *    | *    | *    | *    | *    | *    | *    | *    | *    | *    | *    | *    |   |
| Lindsey Naegleová            |      |      |      |      |      |      |      |      |      | *    | *    | *    | *    | *    | *    | *    | *    | *    | *    | *    | *    | *    | *    | *    | *    | *    | *    | *    | *    | *    | *    | *    | *    |   |
| Paní Vanderbiltová           |      |      |      |      |      |      |      |      |      |      |      | *    | *    |      |      |      |      |      | *    |      | *    | *    |      |      |      |      |      |      |      |      |      |      | *    |   |
| Artie Ziff                   |      |      |      |      |      |      |      |      |      |      |      |      | *    |      |      |      |      |      |      | *    |      |      |      |      |      |      |      |      | *    |      |      | *    |      |   |
| Duffman                      |      |      |      |      |      |      |      |      |      |      |      |      | *    | *    | *    | *    | *    | *    | *    | *    | *    | *    | *    | *    | *    | *    | *    | *    | *    | *    | *    | *    | *    |   |
| Gloria                       |      |      |      |      |      |      |      |      |      |      |      |      | *    |      |      |      |      |      |      | *    | *    |      |      |      |      |      |      |      |      |      |      |      | *    |   |
| Frank Nelson-Type            |      |      |      |      |      |      |      |      |      |      |      |      | *    | *    | *    |      | *    |      |      |      |      |      |      |      |      |      |      |      |      |      | *    |      | *    |   |
| Cookie Kwanová               |      |      |      |      |      |      |      |      |      |      |      |      |      | *    | *    | *    | *    | *    | *    | *    | *    | *    | *    | *    | *    | *    | *    | *    | *    | *    | *    | *    | *    |   |
| Johnny „Kamennej Ksicht“     |      |      |      |      |      |      |      |      |      |      |      |      |      | *    |      |      |      | *    |      |      |      | *    | *    | *    | *    |      |      |      |      |      | *    | *    | *    |   |
| Hyman Krustofsky             |      |      |      |      |      |      |      |      |      |      |      |      |      | *    |      | *    |      |      |      |      |      | *    | *    | *    |      | *    |      |      | *    | *    |      |      | *    |   |
| Kočičí dáma                  |      |      |      |      |      |      |      |      |      |      |      |      |      |      | *    | *    | *    | *    | *    | *    | *    | *    | *    | *    | *    | *    | *    | *    | *    | *    | *    | *    | *    |   |
| Jessica Lovejoyová           |      |      |      |      |      |      |      |      |      |      |      |      |      |      | *    |      |      | *    |      | *    | *    | *    | *    | *    | *    | *    | *    | *    | *    | *    | *    | *    | *    |   |
| Kozarela                     |      |      |      |      |      |      |      |      |      |      |      |      |      |      |      | *    |      |      |      |      |      |      |      |      |      |      |      |      | *    |      |      |      | *    |   |
| Maskot havního města         |      |      |      |      |      |      |      |      |      |      |      |      |      |      |      |      |      | *    |      |      |      |      |      |      |      |      |      |      |      |      |      |      |      |   |
| Leprikón                     |      |      |      |      |      |      |      |      |      |      |      |      |      |      |      |      |      | *    |      | *    |      |      |      |      | *    |      |      | *    | *    |      |      |      |      |   |
| Ling Bouvierová              |      |      |      |      |      |      |      |      |      |      |      |      |      |      |      |      |      | *    |      |      |      |      |      | *    |      |      |      |      |      |      |      |      | *    |   |
| Julio Franco                 |      |      |      |      |      |      |      |      |      |      |      |      |      |      |      |      |      |      | *    | *    |      | *    | *    | *    |      | *    | *    |      | *    | *    | *    | *    | *    |   |
| Paní Muntzová                |      |      |      |      |      |      |      |      |      |      |      |      |      |      |      |      |      |      | *    |      | *    | *    | *    | *    | *    | *    | *    | *    | *    | *    | *    | *    | *    |   |
| Chazz Busby                  |      |      |      |      |      |      |      |      |      |      |      |      |      |      |      |      |      |      |      | *    | *    | *    | *    | *    | *    | *    | *    | *    | *    | *    | *    | *    |      |   |
| Roger Meyers junior          |      |      |      |      |      |      |      |      |      |      |      |      |      |      |      |      |      |      |      |      |      |      | *    |      |      |      |      |      |      |      |      |      | *    |   |
| Shauna Chalmersová           |      |      |      |      |      |      |      |      |      |      |      |      |      |      |      |      |      |      |      |      |      |      | *    | *    | *    | *    | *    | *    | *    | *    | *    | *    |      |   |
| Kumiko Albertsonová          |      |      |      |      |      |      |      |      |      |      |      |      |      |      |      |      |      |      |      |      |      |      |      |      | *    | *    | *    | *    | *    | *    | *    | *    |      |   |
| Pěnil                        |      |      |      |      |      |      |      |      |      |      |      |      |      |      |      |      |      |      |      |      |      |      |      |      | *    | *    | *    |      |      |      |      |      |      |   |

## Postavy
| Postava                      | Dabing | Dabing                                                         | Role                                                                    | První výskyt                                   | První výskyt       |
| Postava                      | Anglický | Český                                                          | Role                                                                    | Díl                                            | Datum              |
| ---------------------------- | --- | -------------------------------------------------------------- | ----------------------------------------------------------------------- | ---------------------------------------------- | ------------------ |
| Homer Simpson                | Dan Castellaneta | Vlastimil Bedrna (1.–12. řada), Vlastimil Zavřel (od 13. řady) | Manžel Marge; otec Barta, Lízy a Maggie                                 | Good Night                                     | 19. dubna 1987     |
| Marge Simpsonová             | Julie Kavnerová | Jiří Lábus                                                     | Homerova manželka, matka Barta, Lízy a Maggie                           | Good Night                                     | 19. dubna 1987     |
| Bart Simpson                 | Nancy Cartwrightová | Martin Dejdar                                                  | Nejstarší dítě a jediný syn Homera a Marge; bratr Lízy a Maggie         | Good Night                                     | 19. dubna 1987     |
| Líza Simpsonová              | Yeardley Smithová | Helena Štáchová (1.–27. řada), Ivana Korolová (od 28. řady)    | Prostřední dítě a nejstarší dcera Homera a Marge; sestra Barta a Maggie | Good Night                                     | 19. dubna 1987     |
| Maggie Simpsonová            | Liz Georges, Gábor Csupó, Harry Shearer, Yeardley Smithová, Nancy Cartwrightová, Elizabeth Taylorová, James Earl Jones, Jodie Fosterová | —                                                              | Nejmladší dítě a dcera Homera a Marge; sestra Barta a Lízy              | Good Night                                     | 19. dubna 1987     |
| Akira Kurosawa               | George Takei, Hank Azaria | —                                                              | Čišník v restauraci The Happy Sumo; učitel karate                       | Není ryba jako ryba                            | 24. ledna 1991     |
| Paní Albrightová             | Tress MacNeilleová | —                                                              | Učitelka v náboženské škole                                             | Mluvící hlava                                  | 25. února 1990     |
| Aristotle Amadopolis         | Jon Lovitz, Dan Castellaneta | —                                                              | Majitel Shelbyvillské jaderné elektrárny                                | Homerova definice                              | 17. října 1991     |
| Inspektor Atkins             | Harry Shearer, Hank Azaria | —                                                              | Státní inspektor                                                        | Líza má jedničku                               | 22. listopadu 1998 |
| Mary Baileyová               | Maggie Roswellová | —                                                              | Guvernérka státu Springfield                                            | Kdo s koho                                     | 1. listopadu 1990  |
| Birchibald „Birch“ T. Barlow | Harry Shearer | —                                                              | Host talk show v rádiu; hlasatel Fox News                               | Návrat Leváka Boba                             | 9. října 1994      |
| Jasper Beardly               | Harry Shearer | —                                                              | Soused Aba Simpsona v domově důchodců                                   | Bart generálem aneb Kdopak by se Nelsona bál   | 4. února 1990      |
| Benjamin, Doug, a Gary       | Harry Shearer, Hank Azaria, Dan Castellaneta                                                                                            | —                                                              | Studenti univerzity ve Springfieldu                                     | Homer jde studovat                             | 14. října 1993     |
| Bill a Marty                 | Dan Castellaneta Harry Shearer | —                                                              | Hosté rádia KBBL                                                        | Bart kazisvět                                  | 22. listopadu 1990 |
| Blinky                       | Nemluví | Nemluví                                                        | Tříoká ryba                                                             | Kdo s koho                                     | 1. listopadu 1990  |
| Modrovlasý právník           | Dan Castellaneta | Pavel Tesař                                                    | Právník                                                                 | Bartova srážka s autem                         | 10. ledna 1991     |
| Kozarela                     | Tress MacNeilleová | —                                                              | Host nočních televizních show                                           | Speluji, jak nejrychleji dovedu                | 16. února 2003     |
| Wendell Borton               | Russi Taylorová | —                                                              | Student Springfieldské základní školy                                   | Homerova odysea                                | 21. ledna 1990     |
| Jacqueline Bouvierová        | Julie Kavnerová | Jiří Lábus                                                     | Matka Selmy, Patty a Marge; babička Barta, Lízy, Maggie a Ling          | Bart kazisvět                                  | 22. listopadu 1990 |
| Patty Bouvierová             | Julie Kavnerová | Zdeněk Štěpán                                                  | Dvojče Selmy a sestra Marge                                             | Vánoce u Simpsonových                          | 17. prosince 1989  |
| Selma Bouvierová             | Julie Kavnerová | Jaroslava Kretschmerová                                        | Dvojče Patty a sestra Marge; adoptivní matka Ling                       | Vánoce u Simpsonových                          | 17. prosince 1989  |
| Kent Brockman                | Harry Shearer | Vladimír Fišer                                                 | Hlasatel kanálu 6                                                       | Je Šáša vinen?                                 | 29. dubna 1990     |
| Čmeláčí muž                  | Hank Azaria | Stanislav Lehký                                                | Televizní komik                                                         | Bartův trest                                   | 3. listopadu 1992  |
| Montgomery Burns             | Christopher Collins (začátek 1. řady), Harry Shearer                                                                                    | Bedřich Šetena (do 26. řady), Jan Vlasák (od 26. řady)         | Majitel Springfieldké jaderné elektrárny                                | Vánoce u Simpsonových                          | 17. prosince 1989  |
| Maskot hlavního města        | Tom Poston | —                                                              | Maskot baseballového týmu hlavního města                                | Homer maskotem                                 | 8. listopadu 1990  |
| Carl Carlson                 | Hank Azaria (1990–2020), Alex Désert (od 2020)                                                                                          | Jan Vondráček                                                  | Zaměstnanec Springfieldské jaderné elektrárny                           | Světák Homer                                   | 25. března 1990    |
| Kočičí dáma                  | Tress MacNeilleová | Ludmila Molínová                                               | Duševně nemocná majitelka mnoha koček                                   | Bart – televizní šoumen                        | 19. dubna 1998     |
| Gary Chalmers                | Hank Azaria | Milan Slepička                                                 | Školní inspektor                                                        | Hadobijecký den                                | 29. dubna 1993     |
| Charlie                      | Dan Castellaneta | —                                                              | Zaměstnanec Springfieldské jaderné elektrárny                           | Ve víru vášně                                  | 18. března 1990    |
| Chase                        | Hank Azaria | —                                                              | Ex-přítel Luann Van Houtenové                                           | Rozdělený Milhouse                             | 1. prosince 1996   |
| Scott Christian              | Dan Castellaneta | —                                                              | Spoluhlasatel                                                           | Je Šáša vinen?                                 | 29. dubna 1990     |
| Komiksák                     | Hank Azaria | Stanislav Lehký                                                | Majitel obchodu s komiksy                                               | Drobné kiksy nad komiksy                       | 9. května 1991     |
| Pan Costington               | Hank Azaria | —                                                              | Prezident Costingtonského obchodního domu.                              | Kam s odpadem?                                 | 26. dubna 1998     |
| Databáze                     | Nancy Cartwrightová | —                                                              | Student Springfieldské základní školy                                   | Bartova kometa                                 | 5. února 1995      |
| Declan Desmond               | Eric Idle | —                                                              | Tvůrce dokumentárních filmů                                             | Vraťte mi hvězdnou oblohu                      | 20. března 2003    |
| Disco Stu                    | Hank Azaria | Ivo Novák                                                      | Milovník disca                                                          | Dva zlí sousedé                                | 14. ledna 1996     |
| Dolph                        | Tress MacNeilleová | Ivo Novák                                                      | Šikanátor ve Springfieldské základní škole                              | Mluvící hlava                                  | 25. února 1990     |
| Doris Freedmanová            | Doris Grauová (1991–1995) Tress MacNeilleová (od 1996)                                                                                  | Ludmila Molínová                                               | Kuchařka ve Springfieldské základní škole                               | Cena lásky                                     | 7. listopadu 1991  |
| Duffman                      | Hank Azaria | Tomáš Borůvka                                                  | Maskot piva Duff                                                        | Město New York versus Homer Simpson            | 21. září 1997      |
| Eddie a Lou                  | Harry Shearer a Hank Azaria | Lou: Jan Vondráček (1. řada), Martin Janouš                    | Springfieldští policisté                                                | Taková nenormální rodinka                      | 28. ledna 1990     |
| Tlustý Tony                  | Joe Mantegna | Zdeněk Hess, Jaromír Meduna (od 31. řady)                      | Šéf mafie                                                               | Bart vrahem                                    | 10. října 1991     |
| Maude Flandersová            | Maggie Roswellová | Petra Jindrová Lupínková                                       | Manželka Neda Flanderse (zemřela v 11. řadě)                            | Golfová společnost                             | 15. listopadu 1990 |
| Ned Flanders                 | Harry Shearer | Jiří Havel                                                     | Soused Simpsonových                                                     | Vánoce u Simpsonových                          | 17. prosince 1989  |
| Rod Flanders                 | Pamela Haydenová | —                                                              | Starší syn Neda a Maude Flandersových                                   | Volání přírody                                 | 18. února 1990     |
| Todd Flanders                | Nancy Cartwrightová | —                                                              | Mladší syn Neda a Maude Flandersových                                   | Vánoce u Simpsonových                          | 17. prosince 1989  |
| Francesca                    | Maria Grazia Cucinottaová | —                                                              | Italská manželka Leváka Boba                                            | Taliján Bob                                    | 11. prosince 2005  |
| Frankie práskač              | Dan Castellaneta | —                                                              | Informátor Tlustého Tonyho                                              | Napravení šíleného klauna                      | 12. listopadu 2000 |
| Profesor John Frink          | Hank Azaria | Pavel Tesař                                                    | Vědec, vynálezce                                                        | Dědovo dědictví                                | 28. března 1991    |
| Gerald                       | Nemluví | Nemluví                                                        | Dítě s velkým obočím; nepřítel Maggie Simpsonové                        | Skinner – sladký nepřítel                      | 28. dubna 1994     |
| Ginger Flandersová           | Tress MacNeilleová | Petra Jindrová Lupínková                                       | Milenka Neda Flanderse                                                  | Ať žije Flanders                               | 10. ledna 1999     |
| Gino Terwilliger             | Tress MacNeilleová | —                                                              | Syn Leváka Boba                                                         | Taliján Bob                                    | 11. prosince 2005  |
| Alice Glicková               | Cloris Leachman, Tress MacNeilleová | —                                                              | Důchodkyně                                                              | Drobné kiksy nad komiksy                       | 9. května 1991     |
| Gloria                       | Julia Louis-Dreyfusová | —                                                              | Haďákova přítelkyně                                                     | Zamilovaný Burns                               | 2. prosince 2001   |
| Barney Gumble                | Dan Castellaneta | Miroslav Saic, Bohdan Tůma                                     | Homerův kamarád; alkoholik                                              | Vánoce u Simpsonových                          | 17. prosince 1989  |
| Gil Gunderson                | Dan Castellaneta | Jiří Plachý, Mojmír Maděrič                                    | Neúspěšný prodavač                                                      | Marge prodává nemovitosti                      | 7. prosince 1997   |
| Veselí skřítci               | Dan Castellaneta, Hank Azaria, Harry Shearer                                                                                            | —                                                              | Dětský seriál                                                           | Vánoce u Simpsonových                          | 17. prosince 1989  |
| Konstance Krutá              | Jane Kaczmareková | Jana Boušková, Ludmila Molínová                                | Springfieldská soudkyně                                                 | Rodičovské pouto                               | 11. listopadu 2001 |
| Herman                       | Harry Shearer | Petr Pospíchal, Josef Carda, Martin Janouš                     | Majitel obchodu se zbraněmi                                             | Bart generálem aneb Kdopak by se Nelsona bál   | 4. února 1990      |
| Bernice Dlahová              | Tress MacNeilleová | —                                                              | Manželka doktora Dlahy                                                  | Spasitel trapitel                              | 7. března 1991     |
| Dr. Julius Dlaha             | Harry Shearer (1990-2021); Kevin Michael Richardson (2021–dosud)                                                                        | Bohuslav Kalva                                                 | Doktor                                                                  | Ďábelský Bart                                  | 6. prosince 1990   |
| Elizabeth Hooverová          | Maggie Roswellová | Petra Jindrová Lupínková                                       | Učitelka Lízy Simpsonové                                                | Síla talentu                                   | 11. dubna 1991     |
| Lionel Hutz                  | Phil Hartman | Ivan Jiřík                                                     | Právník                                                                 | Bartova srážka s autem                         | 10. ledna 1991     |
| Itchy a Scratchy             | Dan Castellaneta a Harry Shearer | —                                                              | Animovaná kočka a myš                                                   | The Bart Simpson Show                          | 20. listopadu 1988 |
| Jacques                      | Albert Brooks | —                                                              | Instruktor bowlingu                                                     | Ve víru vášně                                  | 18. března 1990    |
| Jimbo Jones                  | Pamela Haydenová | Ivo Novák                                                      | Šikanátor ve Springfieldské základní škole                              | Mluvící hlava                                  | 25. února 1990     |
| Rachel Jordan                | Shawn Colvinová | —                                                              | Zpěvák křesťanské kapely Kovenant.                                      | Kdo ví, kdo ovdoví?                            | 13. února 2000     |
| Kang a Kodos                 | Harry Shearer a Dan Castellaneta | Milan Slepička a Bohdan Tůma                                   | Mimozemšťané                                                            | Zvlášť strašidelní Simpsonovi                  | 25. října 1990     |
| Princezna Kašmíra            | Maggie Roswellová | —                                                              | Břišní tanečnice                                                        | Světák Homer                                   | 25. března 1990    |
| Edna Krabappelová            | Marcia Wallaceová | Blanka Zdichyncová                                             | Učitelka Barta Simpsona                                                 | Malý génius                                    | 14. ledna 1990     |
| Hyman Krustofsky             | Jackie Mason a Dan Castellaneta | Zdeněk Hess                                                    | Rabín; otec Šáši Krustyho                                               | Jaký otec, takový klaun                        | 24. října 1991     |
| Šáša Krusty                  | Dan Castellaneta | Jiří Bruder                                                    | Televizní klaun                                                         | Mluvící hlava                                  | 25. února 1990     |
| Cookie Kwan                  | Tress MacNeilleová | —                                                              | Realitní makléř                                                         | Marge prodává nemovitosti                      | 7. prosince 1997   |
| Dewey Largo                  | Harry Shearer | Jan Vondráček                                                  | Učitel hudby ve Springfieldské základní škole                           | Vánoce u Simpsonových                          | 17. prosince 1989  |
| Legs a Louie                 | Hank Azaria a Dan Castellaneta | Louie: Ivo Novák                                               | Členové mafie                                                           | Bart vrahem                                    | 10. října 1991     |
| Leopold                      | Dan Castellaneta |                                                                | Asistent inspektora Chalmerse                                           | Skinner – sladký nepřítel                      | 28. dubna 1994     |
| Lenny Leonard                | Harry Shearer | —                                                              | Zaměstnanec Springfieldské jaderné elektrárny                           | Ve víru vášně                                  | 18. března 1990    |
| Lewis Clark                  | Russi Taylorová, Kimberly Brooksová | —                                                              | Student Springfieldské jaderné elektrárny                               | Vánoce u Simpsonových                          | 17. prosince 1989  |
| Helen Lovejoyová             | Maggie Roswellová | Petra Jindrová Lupínková, Blanka Zdichyncová                   | Manželka Reverenda Lovejoye                                             | Ve víru vášně                                  | 18. března 1990    |
| Timothy Lovejoy              | Harry Shearer | Jaroslav Pešice, Roman Mihina, Zdeněk Dolanský, Bohdan Tůma    | Kazatel ve Springfieldském kostele                                      | Mluvící hlava                                  | 25. února 1990     |
| Kouč Lugash                  | Dan Castellaneta | —                                                              | Instruktor gymnastiky                                                   | Homerem zapomenuté děti                        | 13. května 2001    |
| Lurleen Lumpkinová           | Beverly D'Angeloová, Doris Grauová | Veronika Žilková, Helena Dytrtová                              | Skladatelka country hudby                                               | Ctěný pan Homer                                | 26. března 1992    |
| Otto Mann                    | Harry Shearer |                                                                | Řidič školního autobusu                                                 | Homerova odysea                                | 21. ledna 1990     |
| Kapitán Horatio McCallister  | Hank Azaria | Zdeněk Hess                                                    | Námořník                                                                | Nová holka v ulici                             | 12. listopadu 1992 |
| Roger Meyers junior          | Alex Rocco, Dan Castellaneta | Stanislav Fišer                                                | Předseda Itchy & Scratchy International                                 | Za všechno může televize                       | 20. prosince 1990  |
| Troy McClure                 | Phil Hartman | Miroslav Táborský                                              | Herec                                                                   | Homer a desatero aneb Každý krade, jak dovede  | 7. února 1991      |
| Hans Krtkovic                | Dan Castellaneta | Zdeněk Štěpán                                                  | Nešťastník                                                              | Láska klíčí i v ředitelně                      | 14. února 1991     |
| Dr. Marvin Monroe            | Harry Shearer | Antonín Molčík, Jaromír Meduna                                 | Psychiatr                                                               | Taková nenormální rodinka                      | 28. ledna 1990     |
| Nelson Muntz                 | Nancy Cartwrightová | Jiří Knot, Bohdan Tůma, Zdeněk Štěpán, Radovan Vaculík         | Šikanátor ve Springfieldské základní škole                              | Bart generálem aneb Kdopak by se Nelsona bál   | 4. února 1990      |
| Kapitán Lance Murdock        | Dan Castellaneta | —                                                              | Odvážlivec                                                              | Ďábelský Bart                                  | 6. prosince 1990   |
| Murphy Krvavá dáseň          | Ron Taylor | Miroslav Saic, Dušan Kollár                                    | Saxofonista                                                             | Smutná Líza                                    | 11. února 1990     |
| Lindsey Naegleová            | Tress MacNeilleová | Petra Jindrová Lupínková                                       | Vedoucí společnosti                                                     | Představují se Itchy, Scratchy a Poochie       | 9. února 1997      |
| Apu Nahasapímapetilon        | Hank Azaria | Pavel Vondra, Vítězslav Bouchner                               | Majitel a prodavač v Kwik-E-Martu                                       | Mluvící hlava                                  | 25. února 1990     |
| Manjula Nahasapímapetilonová | Jan Hooks (1997–2002), Tress MacNeilleová (od 2014)                                                                                     | Klára Sedláčková, Anna Remková                                 | Manželka Apua Nahasapeemapetilona                                       | Mnoho Apua pro nic                             | 16. listopadu 1997 |
| Sanjay Nahasapímapetilon     | Harry Shearer | —                                                              | Starší bratr Apua Nahasapeemapetilona                                   | Homer a desatero aneb Každý krade, jak dovede  | 7. února 1991      |
| Jake                         | Dan Castellaneta, Harry Shearer | —                                                              | Holič                                                                   | Homerova dobrá víla                            | 18. října 1990     |
| Starý židovský muž           | Hank Azaria | —                                                              | Důchodce                                                                | Šáša Krusty je zrušen – Šáša Krusty má padáka  | 13. května 1993    |
| Patches a Poor Violet        | Pamela Haydenová a Tress MacNeilleová                                                                                                   | —                                                              | Sirotci                                                                 | Zázrak na Evergreen Terrace                    | 21. prosince 1997  |
| Arnie Pye                    | Dan Castellaneta | —                                                              | Vzdušný zpravodaj kanálu 6                                              | Homer sám doma                                 | 6. února 1992      |
| Herbert Powell               | Danny DeVito | Jan Schánilec                                                  | Homerův nevlastní bratr                                                 | Ach, rodný bratře, kde tě mám?                 | 21. února 1991     |
| Janey Powellová              | Pamela Haydenová | —                                                              | Studentka Springfieldské základní školy                                 | Smutná Líza                                    | 11. února 1990     |
| Ruth Powersová               | Pamela Reedová | —                                                              | Sousedka Simpsonových                                                   | Nová holka v ulici                             | 22. listopadu 1992 |
| Martin Prince                | Russi Taylorová (1990–2019), Grey DeLisleová (2019–dosud)                                                                               | Patrik Jílek                                                   | Student Springfieldské základní školy                                   | Malý génius                                    | 14. ledna 1990     |
| Dr. J. Loren Pryor           | Harry Shearer | Stanislav Fišer                                                | Školní psycholog                                                        | Malý génius                                    | 14. ledna 1990     |
| Joe Quimby                   | Dan Castellaneta | Jan Hanžlík, Milan Slepička                                    | Starosta Springfieldu                                                   | Volání přírody                                 | 11. října 1990     |
| Radioaktivní muž             | Harry Shearer | —                                                              | Fiktivní komiksový superhrdina                                          | Drobné kiksy nad komiksy                       | 9. května 1991     |
| Bohatý Texasan               | Dan Castellaneta | Zdeněk Hess                                                    | Filantrop                                                               | Jak jsem se přestal bát                        | 16. prosince 1993  |
| Richard                      | Pamela Haydenová, Nancy Cartwrightová                                                                                                   | —                                                              | Student Springfieldské základní školy                                   | Malý génius                                    | 14. ledna 1990     |
| Luigi Risotto                | Hank Azaria | Zdeněk Hess                                                    | Majitel italské restaurace                                              | Skinner – sladký nepřítel                      | 28. dubna 1994     |
| Dr. Nick Riviera             | Hank Azaria | —                                                              | Nekompetentní doktor                                                    | Bartova srážka s autem                         | 10. ledna 1991     |
| Spasitel                     | Dan Castellaneta, Frank Welker | —                                                              | Pes Simpsonových                                                        | Vánoce u Simpsonových                          | 17. prosince 1989  |
| Sherri a Terri               | Russi Taylorová (1990–2019), Grey DeLisleová (od 2019)                                                                                  | Anna Brousková                                                 | Dvojčata; studentky Springfieldské základní školy                       | Homerova odysea                                | 21. ledna 1990     |
| Dave Shutton                 | Harry Shearer | —                                                              | Reportér Springfieldského šmejdila.                                     | Kdo s koho                                     | 1. listopadu 1990  |
| Levák Bob                    | Kelsey Grammer | Jaromír Meduna                                                 | Kriminálník a bývalý pomocník v Show Šáši Krustyho.                     | Mluvící hlava                                  | 25. února 1990     |
| Mel                          | Dan Castellaneta | Radovan Vaculík                                                | Pomocník v Show Šáši Krustyho                                           | Za všechno může televize                       | 20. prosince 1990  |
| Abraham Simpson              | Dan Castellaneta | Dalimil Klapka, Bohuslav Kalva                                 | Otec Homera; dědeček Barta, Lízy a Maggie Simpsonových                  | Grandpa and the Kids                           | 10. ledna 1988     |
| Amber Simpsonová             | Pamela Haydenová | Ivana Milbachová, Hana Ševčíková                               | Homerova milenka                                                        | Ať žije Flanders                               | 10. ledna 1999     |
| Mona Simpsonová              | Glenn Closeová, Tress MacNeilleová, Maggie Roswellová                                                                                   | Jana Postlerová, Ludmila Molínová                              | Matka Homera Simpsona                                                   | Ach, rodný bratře, kde tě mám?                 | 21. února 1991     |
| Agnes Skinnerová             | Tress MacNeilleová | Ludmila Molínová                                               | Matka Seymoura Skinnera                                                 | Kyselé hrozny sladké Francie                   | 15. dubna 1990     |
| Seymour Skinner              | Harry Shearer | Dalimil Klapka, Petr Stach                                     | Ředitel Springfieldské základní školy                                   | Vánoce u Simpsonových                          | 17. prosince 1989  |
| Waylon Smithers              | Harry Shearer | Jan Kuželka, Mojmír Maděrič                                    | Osobní asistent pana Burnse                                             | Vánoce u Simpsonových                          | 17. prosince 1989  |
| Haďák                        | Hank Azaria | Stanislav Lehký                                                | Kriminálník                                                             | Válka Simpsonových                             | 2. května 1991     |
| Sněhulka II.                 | Frank Welker | —                                                              | Kočka Simpsonových                                                      | Vánoce u Simpsonových                          | 17. prosince 1989  |
| Soudce Snyder                | Harry Shearer | Jiří Samek, Milan Slepička                                     | Soudce                                                                  | Je Šáša vinen?                                 | 29. dubna 1990     |
| Jebediah Springfield         | Harry Shearer | —                                                              | Zakladatel Springfieldu                                                 | Mluvící hlava                                  | 25. února 1990     |
| Cletus Spuckler              | Hank Azaria | Ivo Novák                                                      | Venkovan                                                                | Bart dostane slona                             | 31. března 1994    |
| Brandine Spucklerová         | Tress MacNeilleová | Anna Remková                                                   | Cletusova manželka                                                      | Výjevy z třídního boje ve Springfieldu         | 4. února 1996      |
| Jeremy Freedman              | Dan Castellaneta | —                                                              | Prodavač                                                                | Spasitel zabijákem                             | 14. února 1991     |
| Vočko Szyslak                | Hank Azaria | Jan Vondráček                                                  | Vlastník Baru u Vočka                                                   | Vánoce u Simpsonových                          | 17. prosince 1989  |
| Drederick Tatum              | Hank Azaria | Tomáš Borůvka                                                  | Boxer                                                                   | Homer a desatero aneb Každý krade, jak dovede  | 7. února 1991      |
| Allison Taylorová            | Winona Ryderová, Pamela Haydenová | Claudia Vašeková                                               | Studentka Springfieldské základní školy                                 | Lízina rivalka                                 | 11. září 1994      |
| Pan Teeny                    | Dan Castellaneta | —                                                              | Trénovaná opice Šáši Krustyho                                           | Jaký otec, takový klaun                        | 24. října 1991     |
| Cecil Terwilliger            | David Hyde Pierce | Ivo Novák                                                      | Mladší bratr Leváka Boba                                                | Bratr z jiného seriálu                         | 23. února 1997     |
| Johnny Kamennej Ksicht       | Hank Azaria | —                                                              | Člen mafie                                                              | Náprava šíleného klauna                        | 12. listopadu 2000 |
| Üter Zörker                  | Russi Taylorová | —                                                              | Student Springfieldské základní školy                                   | Speciální čarodějnický díl IV – Dům plný hrůzy | 28. října 1993     |
| Kirk Van Houten              | Hank Azaria | Milan Slepička, Mojmír Maděrič                                 | Otec Milhouse Van Houtena                                               | Milhouseův románek                             | 7. května 1992     |
| Luann Van Houtenová          | Maggie Roswellová | Eva Hrušková, Petra Jindrová Lupínková                         | Matka Milhouse Van Houtena                                              | Homerova definice                              | 17. října 1991     |
| Milhouse Van Houten          | Pamela Haydenová | Libor Terš, Pavel Tesař                                        | Bartův nejlepší kamarád; student Springfieldské základní školy          | Vánoce u Simpsonových                          | 17. prosince 1989  |
| Dr. Velimirovic              | Hank Azaria | —                                                              | Plastický chirurg                                                       | Plastický Vočko                                | 27. února 2000     |
| Clancy Wiggum                | Hank Azaria | Bohdan Tůma                                                    | Šéf springfieldského policejního sboru                                  | Homerova odysea                                | 21. ledna 1990     |
| Ralph Wiggum                 | Nancy Cartwrightová | Martin Janouš                                                  | Syn Clancyho Wigguma                                                    | Vánoce u Simpsonových                          | 17. prosince 1989  |
| Sarah Wiggumová              | Pamela Haydenová | Anna Brousková                                                 | Manželka Clancyho Wigguma                                               | Homer na suchu                                 | 18. února 1993     |
| Školník Willie               | Dan Castellaneta | Zdeněk Hess                                                    | Školník ve Springfieldské základní škole                                | Láska klíčí i v ředitelně                      | 14. února 1991     |
| Raphael                      | Hank Azaria | —                                                              | Mechanik                                                                | Takoví jsme byli                               | 31. ledna 1991     |
| Rainier Wolfcastle           | Harry Shearer | Tomáš Borůvka, Bohdan Tůma                                     | Herec                                                                   | Takoví jsme byli                               | 31. ledna 1991     |
| Frank Nelson-Type            | Dan Castellaneta | —                                                              | Čišník                                                                  | Střet s mafií                                  | 20. prosince 1998  |
| Artie Ziff                   | Jon Lovitz, Dan Castellaneta | Jakub Saic                                                     | Bývalý přítel Marge                                                     | Takoví jsme byli                               | 31. ledna 1991     |
| Kearney Zzyzwicz             | Nancy Cartwrightová | Stanislav Lehký, Martin Janouš                                 | Šikanátor ve Springfieldské základní škole                              | Mluvící hlava                                  | 25. února 1990     |